# Incubació del son
La incubació del son és una tècnica que es practica amb l'objecte d'aprendre a “plantar una llavor” a la ment, de manera d'originar un somni vinculat a un tòpic en particular; ja sigui amb la intenció de recrear-se o bé amb la intenció de resoldre un problema. Per exemple, una persona podria anar al llit repetint-se a si mateixa que somniarà amb la propera presentació que ha de realitzar, o un període de vacances que va prendre. Sent semblant al somni lúcid, la incubació del somni fa focalitzar l'atenció en una qüestió en particular. Molts estudis han demostrat que aquest mètode es torna exitós, després d'haver practicat per un període.

## Descripció
Per exemple, en un estudi dut a terme a l'Escola de Medicina de la Universitat Harvard, la Dra. Deirdre Barrett fa focalitzar els seus estudiants en un problema en particular, com una assignació de tasca no resolta o un altre problema objectiu, durant una setmana cada nit abans que se'n vagin a dormir; trobant així que és perfectament possible arribar a solucions noves a través dels somnis, les quals són satisfactòries per al somiador, com així també qualificades d'una solució objectiva que permet resoldre un problema per un observador extern. A l'esmentat estudi, les dues terceres parts dels participants van tenir somnis que es van dirigir als problemes que havien triat, mentre que una tercera part va aconseguir alguna forma de solució amb els seus somnis.
Altres estudis han trobat que aquest tipus d'incubació del son és efectiva en problemes d'índole subjectiva, de naturalesa personal.
La Dra. Barrett descriu al seu llibre. The Committee of Sleep el seu estudi sobre prominents artistes i científics que s'han inspirat a través dels seus somnis. Mentre la majoria dels somnis tenen lloc espontàniament, una petita porció dels enquestats esmenten que han descobert una versió informal d'incubació del son per si mateixos. Ells assenyalen suggestionar-se amb èxit en els somnis per aconseguir de tot, des de veure finalitzada una obra d'art o desenvolupar arguments i personatges per a una novel·la fins a preguntar als somnis la manera de resoldre problemes vinculats amb computació i disseny mecànic.
Un article publicat el 2010 a la revista Scientific American cita de manera abreujada algunes de les tècniques d'incubació del somni de la Dra. Barret de la següent manera:
| « | Si vostè vol resoldre un problema en un somni, primer de tot hauria de pensar en el problema abans d'anar a dormir, si el mateix es presenta com una imatge, mantingui-la a la seva ment i deixeu que sigui l'últim en allò que pensa abans dormir. Per a un millor funcionament, construïu un objecte a la vostra tauleta de llum que representi una mena d'imatge del problema. Si és un problema personal, hauria de ser la persona amb qui té conflicte. Si sou un artista hauria de ser un llenç blanc. Si vostè és un científic, hauria de ser el dispositiu on està treballant o bé una demostració matemàtica que hagi estat escrivint. El següent és igualment important, no salti fora del llit quan s'aixequi – gairebé la meitat del contingut del son es perd quan es distreu. Romangui recolzat, no faci res més. Si no recordeu el somni immediatament, vegeu si sent alguna emoció en particular – d'aquesta manera el somni complet tornaria a la ment. Si vostè simplement està intentant somiar sobre una qüestió o vol somiar amb una persona que se n'ha anat o no l'ha vist durant molt de temps, hauria d'utilitzar suggestions d'incubació del son molt similars a les que faria servir per resoldre un problema: una declaració verbal concisa del que vol somiar o bé una imatge per observar. Molt sovint un vol somiar amb una persona, en aquest cas una simple foto és un disparador ideal del somni. Si solia tenir somnis en els quals volava, i els estranya perquè fa molt de temps que no en té, busqueu la foto d'un humà volant. | » |